# Surviv.io
《surviv.io》는 서버부터 클라이언트까지 모두 자바스크립트를 기반으로 한 무료 온라인 배틀 로열 게임이다. 저스틴 킴과 닉 클라크가 개발하였다. 2017년 10월 회사 웹사이트에 출시되었으며 2018년 10월과 11월에 각각 iOS와 안드로이드 장치용으로 출시되었다. 2022년 서버를 종료하고 링크는 다른 게임으로 바뀐 상태이지만, 2024년 10월 말 survev.io라는 이름으로 재출시되어 사람들에게 혼란을 불러일으켰다.
위에서 아래를 내려다보는 관점의 대형 맵에서 다른 플레이어들과 겨루어 전투할 수 있으며 공급 물품과 무기들을 뒤져 강해지면 된다.

## 같이 보기
- 배틀그라운드
- suroi.io